# می‌فر
latitudeمی‌فرlongitudeمی‌فر
مِی‌فر (به انگلیسی: Mayfair) نام منطقه‌ای اعیان‌نشین در بخش مرکزی لندن است. می‌فر در شرق هاید پارک و در ناحیه شهر وست‌مینستر ، بین خیابان های آکسفورد ، ریجنت و پیکادیلی و پارک لین قرار دارد. این منطقه یکی از گرانترین مناطق جهان میباشد .  بسیاری از سفارت‌خانه‌ها، هتل‌های مجلل، دفاتر مرکزی شرکت‌های بزرگ تجاری و صندوق‌های سرمایه‌گذاری در منطقه می‌فر مستقر هستند. از منطقه می‌فر به عنوان «گران‌ترین بخش لندن» یاد می‌شود.
از خیابان ماونت در منطقه می‌فر به عنوان یکی از دو خیابان اصلی مُد در لندن یاد می‌شود.